# Leucoloma ecklonii
Leucoloma ecklonii là một loài Rêu trong họ Dicranaceae. Loài này được (Lorentz) A. Jaeger mô tả khoa học đầu tiên năm 1872.